# 나는 왜 쓰는가
나는 왜 쓰는가 ( Why I Write )는 조지 오웰이 쓴 수필로 그가 왜 작가가 되었는가에 대한 자전적 사색을 적어 놓은 글이다. 1946년에 최초로 출판되었다.  

## 네가지의 동기
오웰은 글을 쓰게 된 동기에 대하여 네가지로 정리하였다.
1. 순전한 자기애 : 그는 작가는 그의 사후에 현명하다고 회자되고 기억되기를 갈망한다고 주장한다.
2. 미학적인 열정: 그는 작가의 글이 다른 사람에게 건전하도록 보여지기 위한 갈망이 있다고 주장한다.
3. 역사적인 충동: 그는 작가의 글이 후세에 보관되어 전해져서 읽혀지는 데에 글을 쓰는 동기가 있다고 주장한다.
4. 정치적인 목적: 그는 어떤 책도 정치적인 편견이 없을 수 없다고 주장한다.

오웰은 그가 정치적인 작가가 된 계기는 스페인 내전이었다고 주장한다. 